# Nuée ardente
Ne doit pas être confondu avec Surge volcanique.

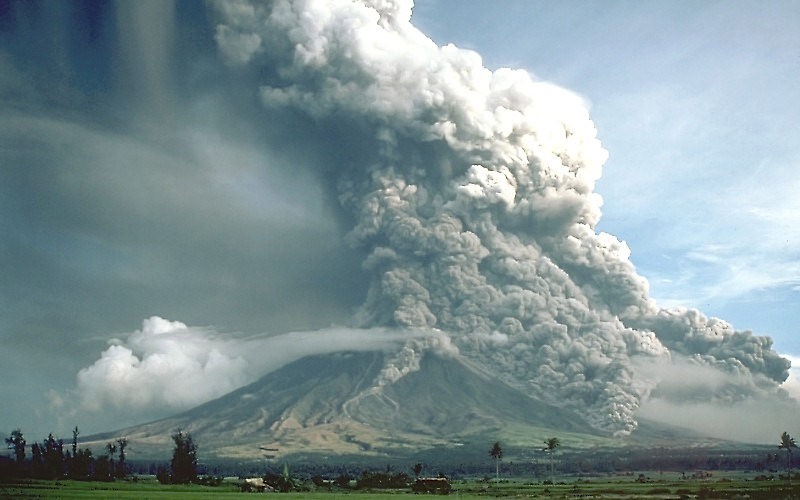
Nuées ardentes dévalant les flancs du Mayon aux Philippines en 1984. La nuée ardente au centre de l'image n'est composée que d'une coulée pyroclastique, contrairement à celles situées à droite, d'où s'élèvent des nuages pyroclastiques qui fusionnent avec le panache volcanique émis depuis le sommet du volcan. Une pluie de cendres obscurcit le ciel sous le panache dans la gauche de l'image.

Une nuée ardente, ou nuage pyroclastique, est un aérosol volcanique porté à haute température et composé de gaz, de cendres et de blocs de taille variable dévalant les pentes d'un volcan,. Dans une acception plus large, une nuée ardente est généralement composée d'une coulée pyroclastique située à sa base, s'écoulant gravitairement, et d'où s'élève un nuage pyroclastique, aérosol capable de franchir des obstacles en relief. Dans certains cas, le nuage pyroclastique ou la coulée pyroclastique peuvent être absents.
Les nuées ardentes se développent généralement sur les volcans gris au cours d'éruptions explosives de type péléenne ou plinienne.

## Étymologie
« Nuée ardente » est une expression composée de « nuée », qui désigne un certain type de « nuage », et « ardente », qui fait référence à une très forte chaleur. Elle signifie donc « nuage brûlant », « nuage incandescent ».
Cette expression est née lors de l'éruption de la montagne Pelée en 1902. Après la destruction de Saint-Pierre le 8 mai, qui fait près de 30 000 morts, de nombreuses personnalités viennent étudier le phénomène, dont le volcanologue Alfred Lacroix, qui le définit sous l'expression de « nuée ardente ». Elle entre alors dans le vocabulaire courant en servant à désigner tout autre phénomène similaire. D'autres langues utilisent l'expression en français, telle l'anglais avec nuee ardente sans accent.

## Caractéristiques

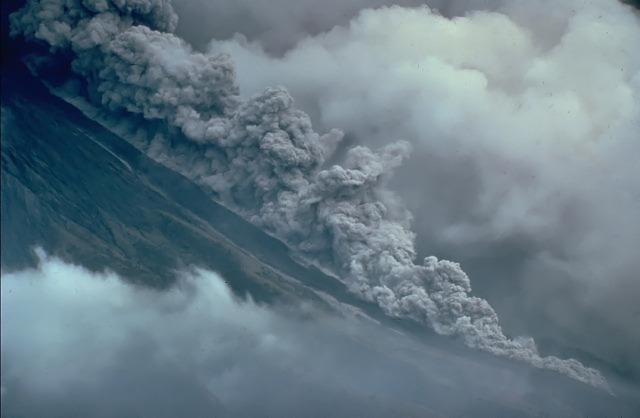
Nuée ardente dévalant les flancs du Mayon aux Philippines en 1984 composée d'une coulée pyroclastique à l'avant du phénomène tandis qu'un petit nuage pyroclastique se forme en arrière.

Une nuée ardente peut être décomposée en deux phénomènes de comportements et de compositions distincts : la coulée pyroclastique et le nuage pyroclastique.
La coulée pyroclastique est le flux situé à la base de la nuée ardente et s'élevant peu du sol. Elle est composée d'un aérosol dense de gaz volcaniques et de particules de taille variable, allant de la cendre volcanique aux blocs rocheux dépassant la taille d'une maison. Les éléments solides peuvent provenir soit de la lave émise par le volcan, soit d'une partie plus ancienne du volcan qui est arrachée au moment de l'éruption. Lorsque la coulée pyroclastique perd suffisamment de vitesse, la partie solide se dépose en recouvrant parfois les paysages sous plusieurs mètres de matériaux, notamment lorsqu'il s'agit de pierres ponces. Ce phénomène s'est produit lors de la destruction de Pompéi avec l'ensevelissement complet de la ville.
D'une coulée pyroclastique peut s'élever un nuage pyroclastique composé de gaz et de cendres volcaniques. Il se forme lorsque les particules les plus fines et les gaz chauds s'élèvent en raison de leur haute température. Les cendres contenues dans les nuages pyroclastiques retombent généralement sous la forme d'une pluie de cendres. Le nuage pyroclastique peut être rabattu au sol où il peut provoquer des destructions non négligeables en raison de sa chaleur et de la présence de gaz et de cendres volcaniques.
Les nuées ardentes peuvent atteindre des vitesses comprises entre 200 et 600 km/h. Leur vitesse et leur inertie sont telles qu'elles peuvent passer outre certaines formes du relief en remontant à contre-pente, franchissant alors collines, crêtes et changeant de vallées,. Lorsqu'elles atteignent la mer ou des lacs, leurs composés les plus légers peuvent se propager à la surface de l'eau, comme ce fut le cas lors de l'éruption de la montagne Pelée en 1902 où les bateaux dans la baie de Saint-Pierre s'enflammèrent dans leur fuite, tandis que les éléments les plus lourds plongent dans l'eau, parfois sur des kilomètres, et peuvent créer une onde de choc qui se transforme en tsunami. Une nuée ardente est précédée d'une onde de choc pouvant atteindre la vitesse du son, soit plus de 1 000 km/h, responsable d'une grande partie des dégâts causés par ce phénomène. Suivant leur taille et leur puissance, les nuées ardentes parcourent plusieurs kilomètres, jusqu'à vingt pour les plus grosses. Certains phénomènes parcourent de plus grandes distances mais ils prennent naissance au cours de déferlantes pyroclastiques.
Leur température est de l'ordre de plusieurs centaines de degrés Celsius et dépend des matériaux qui la composent. Une nuée ardente née de l'écroulement d'un dôme de lave qui s'est partiellement refroidi peut atteindre 200 °C,. Si elle nait de la fragmentation de la lave dans la cheminée volcanique, la température peut s'élever jusqu'à près de 500 °C,. Contrairement à la journée où la nuée ardente apparait sous la forme d'un nuage gris, leur incandescence due à leur température élevée est visible de nuit sous la forme de rougeoiements, notamment au front de la coulée pyroclastique.
Température et vitesse d'une nuée ardente sont fortement corrélées avec le mode de formation de l'avalanche.
Les débris de lave issus des nuées ardentes, soudés avant leur refroidissement et mélangés à une matrice vitreuse, forment des roches appelées ignimbrites, souvent de couleur grise, avec parfois un aspect de pierre ponce.

## Formation

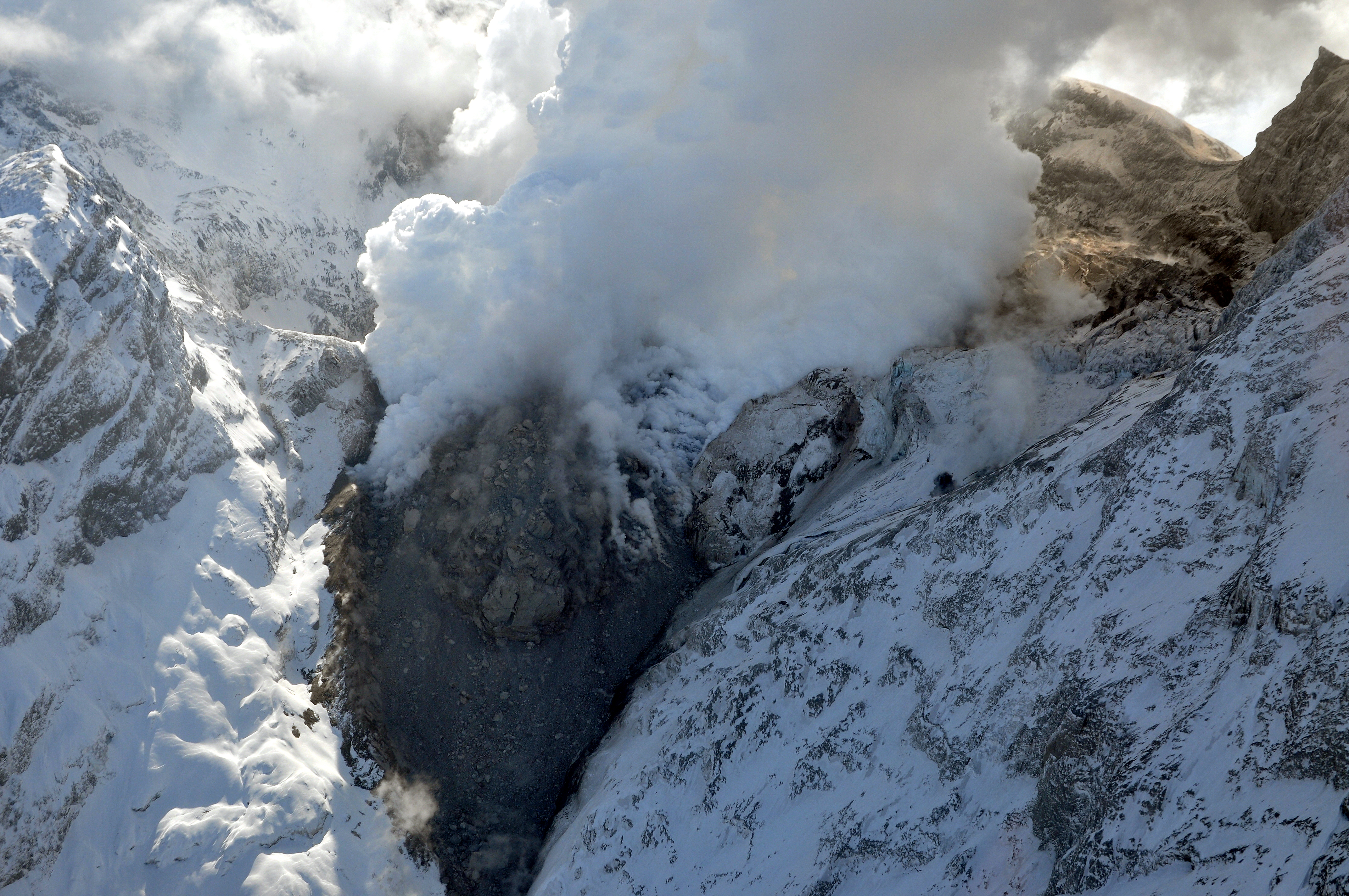
Dôme de lave asymétrique en déséquilibre sur les flancs du mont Redoubt en Alaska en 2009. Ce dôme de lave produira de nombreuses nuées ardentes par effondrement.

Lorsqu'un dôme de lave s'est mis en place au sommet d'un volcan sans qu'il y ait explosion, celui-ci va commencer à se refroidir. Il peut être déstabilisé et s'écrouler partiellement ou totalement, produisant parfois des nuées ardentes sans coulée pyroclastique mais ne formant qu'un nuage pyroclastique. Ces nuées ardentes, dites « de type Merapi » du nom du volcan indonésien, sont mues principalement par la gravité, si bien qu'elles se déplacent aux vitesses les plus basses et ont les températures les moins élevées observés sur ces phénomènes.
Ce dôme de lave formé au sommet du volcan peut entraîner son explosion en faisant monter la pression dans la chambre magmatique. La nuée ardente peut alors être dirigée latéralement si l'explosion est dirigée sur le côté ou naître du panache volcanique qui s'élève au-dessus du volcan. Poussées par le souffle de l'explosion, ces nuées ardentes se déplacent à plus grande vitesse et leur température élevée leur confère un pouvoir destructeur accru. D'autres nuées ardentes, dites « de type Saint Vincent » du nom du volcan de Saint-Vincent-et-les-Grenadines, se forment lors d'une éruption plinienne depuis le panache volcanique né de la fragmentation du magma directement dans la cheminée volcanique. Une partie de ce panache, trop lourd, retombe au sol où sa vitesse est renforcée par les vents descendants contraires au flux ascensionnel. Outre leur grande vitesse, ces nuées ardentes ont un impact moins localisé que celles nées de l'effondrement ou de l'explosion d'un dôme de lave car la retombée du panache volcanique ne s'effectue pas suivant une direction donnée. Ces nuées ardentes liées à l'effondrement de la colonne éruptive se propagent ainsi de manière plus ou moins radiale depuis le sommet du volcan. Si ce phénomène est de grande ampleur avec un recouvrement très important et une très grande quantité de matériaux émis, il se transforme en surge volcanique.

## Risque

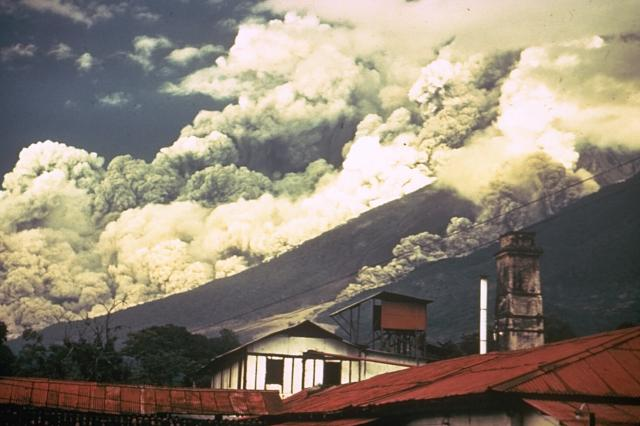
Nuées ardentes sur le Volcán de Fuego au Guatemala en 1974.

Les nuées ardentes sont parmi les phénomènes volcaniques les plus dangereux en raison de leur fort pouvoir destructeur, de la soudaineté de leur apparition et de leur vélocité élevée qui laisse peu de possibilité de fuite. De plus, aucune protection passive ne s'avère efficace, les nuées ardentes passant facilement au-dessus d'aménagements tels que les chenaux de protection ou les digues. Les personnes prises dans une nuée ardente sont victimes de la chaleur des matériaux et des gaz volcaniques, de l'asphyxie due aux gaz et aux cendres volcaniques, de leur ensevelissement sous les matériaux ainsi que du traumatisme physique causé par la nuée ardente en elle-même et par l'onde de choc qui la précède mais qui provoque aussi l'effondrement des bâtiments. Certaines personnes survivent à une nuée ardente lorsqu'elles sont touchées par la périphérie du nuage qui provoque néanmoins des brûlures et une insuffisance respiratoire.
Bien que moins élevé que lors d'autres phénomènes volcaniques tels que les lahars, le nombre de morts par nuée ardente peut ainsi s'élever à plusieurs centaines, voire milliers de victimes au cours d'une éruption explosive. Les meilleurs spécialistes peuvent aussi se faire surprendre, comme ce fut le cas des volcanologues David Johnston, tué le 18 mai 1980 au mont Saint Helens, et Harry Glicken, Katia et Maurice Krafft, tués sur les flancs du mont Unzen au Japon le 3 juin 1991.